# روبرت د. ويلسون
روبرت د. ويلسون (بالإنجليزية: Robert D. Wilson)‏ هو فلاح وسياسي أمريكي، ولد في 3 فبراير 1839، وتوفي في 4 ديسمبر 1930. حزبياً، نشط في الحزب الجمهوري. وقد انتخب عضو جمعية ولاية ويسكونسن.